# سقندس مصري
سقندس مصري أو سرفيل مصري (الاسم العلمي:Scandix aegyptiaca) هو نوع غير مؤكد من النباتات يتبع جنس السقندس من الفصيلة الخيمية.